# Emmenatha, Mulbagal
Emmenatha là một làng thuộc tehsil Mulbagal, huyện Kolar, bang Karnataka, Ấn Độ.